# النواشه السفلى (الملاح)

تعديل مصدري - تعديل

النواشه السفلى هي إحدى قرى عزلة الملاح بمديرية الملاح التابعة لمحافظة لحج، بلغ تعداد سكانها 118 نسمة حسب تعداد اليمن لعام 2004.